# Kīāseh
Kīāseh (persiska: کیاسه) är en ort i Iran.   Den ligger i provinsen Gilan, i den norra delen av landet, 160 km nordväst om huvudstaden Teheran. Kīāseh ligger 1 341 meter över havet och antalet invånare är 160.
Terrängen runt Kīāseh är kuperad åt sydväst, men åt nordost är den bergig. Runt Kīāseh är det ganska tätbefolkat, med 134 invånare per kvadratkilometer. Närmaste större samhälle är Mūsá Kalāyeh, 9,4 km nordväst om Kīāseh. Trakten runt Kīāseh består i huvudsak av gräsmarker.